# Victor Léon

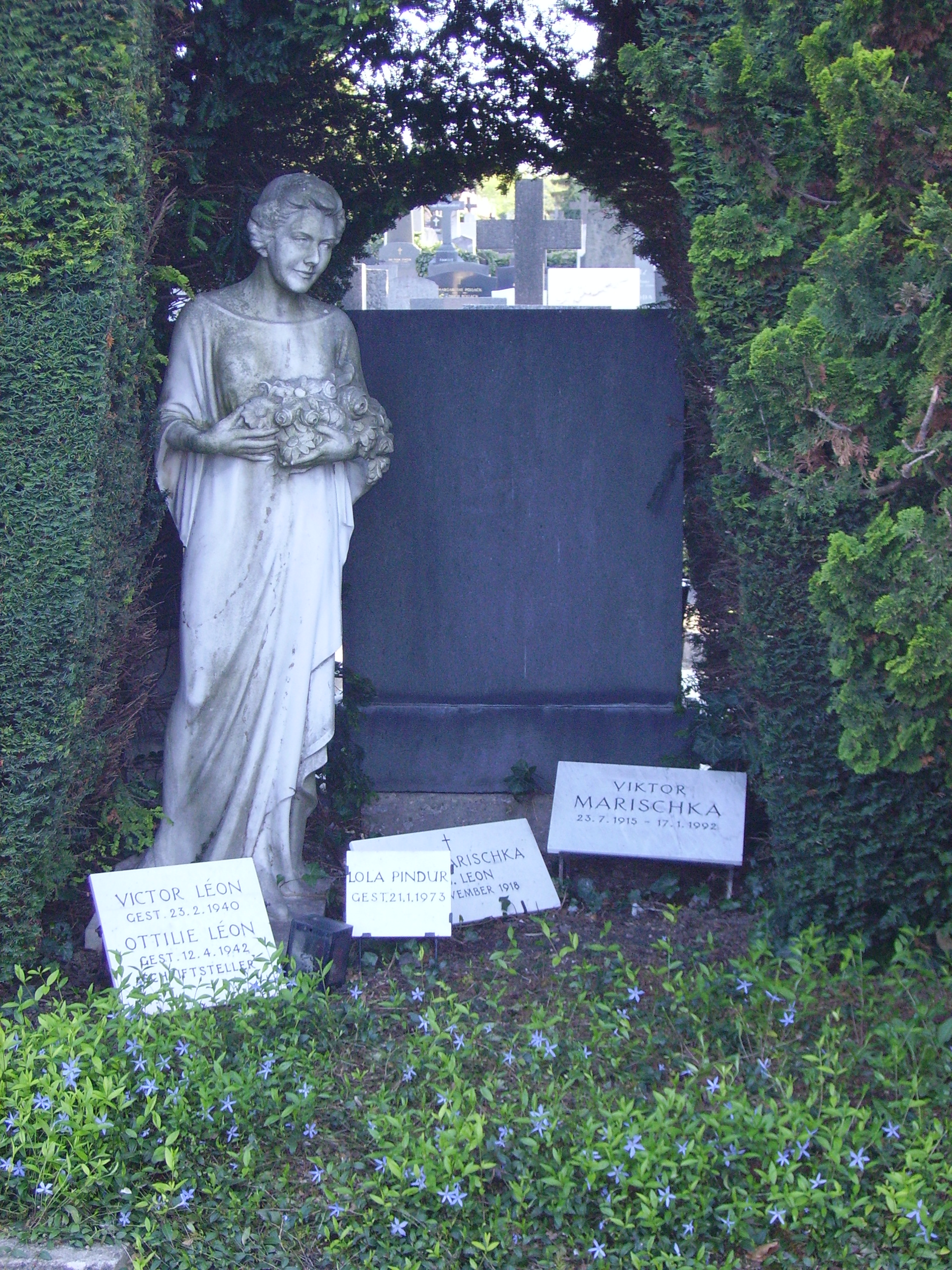
Monumento funebre al cimitero di Hietzing

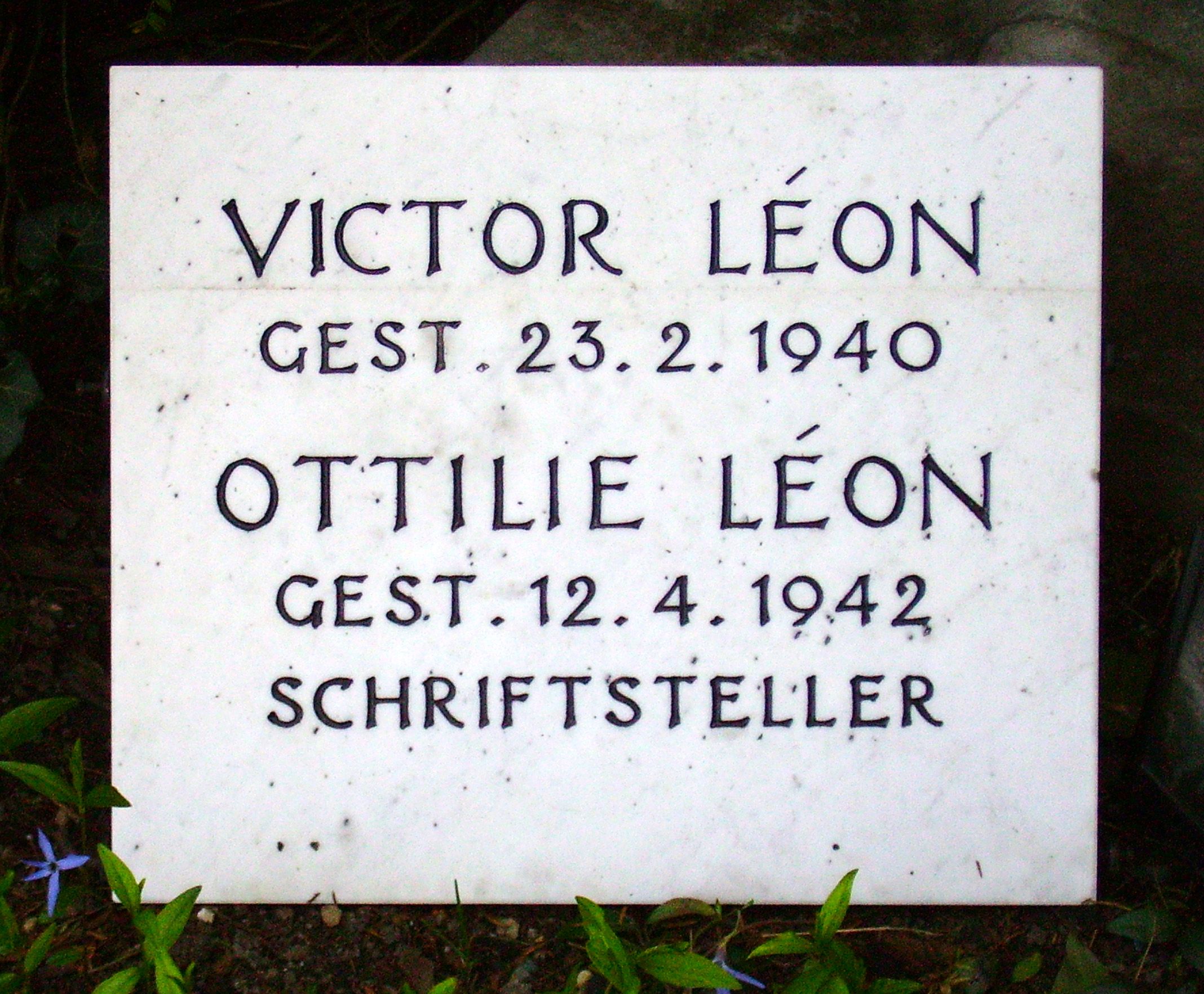
Lapide della sua tomba.

Victor Léon, pseudonimo di Victor Hirschfeld (4 gennaio 1858 – Vienna, 23 febbraio 1940), è stato un librettista e scrittore austriaco.

## Biografia
Studiò filosofia alle università di Augusta e Vienna e frequentò il Conservatorio di Vienna. Dopo fu attivo come giornalista e dal 1877 al 1884 redasse la rivista Die Hausfrau: Blätter für Haus und Wirthschaft dopodiché adottò il nome d'arte Victor Léon che portò fino alla morte.
Nel 1878 debuttò con Falsche Fährte al Sulkowsky-Theater di Vienna ma non ottenne grande successo. Lavorò con i compositori Max von Weinzierl, Rudolf Raimann, Alfred Zamara e Johann Strauss (figlio).
Il grande successo incominciò con la collaborazione con Heinrich von Waldberg ed il compositore Richard Heuberger nel 1897 componendo il pezzo musicale Der Opernball. Seguirono le operette Wiener Blut e La vedova allegra che gli consentirono di raggiungere il massimo del suo successo.
La moglie di Victor Léons era Ottilie nata geborene Popper. Nel 1907 sua figlia Lizzi sposò il famoso attore e cantante di operetta Hubert Marischka. Lizzi propose di scrivere un'operetta ambientata in Cina: Die gelbe Jacke, che successivamente prese il nome di Il paese del sorriso. Ma Lizzi morì dopo la nascita di suo figlio Franz Marischka, nel 1918, appena trentenne. Victor Léon dedicò il libretto dell'operetta Die gelbe Jacke a sua figlia.
La sua tomba si trova nel quartiere di Vienna Hietzing.Nel 1955 la via Viktor-Leon a Vienna-Hietzing fu nominata in suo onore.
A causa delle sue origini ebraiche, le sue proprietà furono confiscate dai Nazisti dopo l'annessione dell'Austria nel 1938. Morì di stenti, in clandestinità, nel 1940 all'età di 82 anni.

## Libretti
- Der Doppelgänger, 1886 (Musica: Alfred Zamara)
- Simplicius, 1887 (Musica: Johann Strauss II)
- Der Strike der Schmiede, 1897 (Musica: Max Josef Beer)
- Il ballo in opera, 1898 (Musica: Richard Heuberger)
- Wiener Blut, 1899 (Musica: Johann Strauss II)
- Der Rastelbinder, 1902 (Musica: Franz Lehár)
- Die Schönen von Fogaras, 1903 (Musica: Alfred Grünfeld)
- Barfüßele, 1904, (Musica: Richard Heuberger)
- La vedova allegra, 1905 (Musica: Franz Lehár)
- Der fidele Bauer, 1908 (Musica: Leo Fall)
- Die geschiedene Frau, 1908 (Musica: Leo Fall)
- Az obsitos - Gold gab ich für Eisen, 1914 (Musica: Emmerich Kálmán)
- Wiener Volkssänger, 1919 (Musica: Robert Mahler)
- Il paese del sorriso, 1923 (Musica: Franz Lehár)